# مديرية الثقافة العسكرية (الجيش الأردني)
مديرية التعليم والثقافة العسكرية في الجيش العربي هي إحدى الصنوف العسكرية التابعة للجيش الأردني، وهي مؤسسة تعليمية وغير قتالية.

## التاريخ
بدأت المديرية مهامها في عقد الثلاثينيات من القرن العشرين، لكنها لم تُعرف بكونها قسما مستقلا أو مديرية إلا عام 1952؛ إذ صدر نظام تأسيس لقسم للثقافة في الجيش العربي. وفي 15 يناير 1981 تحول القسم إلى مديرية نظرا للتوسع الذي شهدته. وقد كان من أبرز واجبات المديرية عند إنشائها هو إيصال التعليم للمناطق النائية في الصحراء الأردنية، إصافة لواجبات أخرى لا تزال تقوم بها. ومن الجدير بالذكر أن المديرية تتبعها 26 مدرسة عسكرية.

## وصلات خارجية
- الموقع الرسمي للقوات المسلحة الأردنية - القيادة العامة